# Jelec

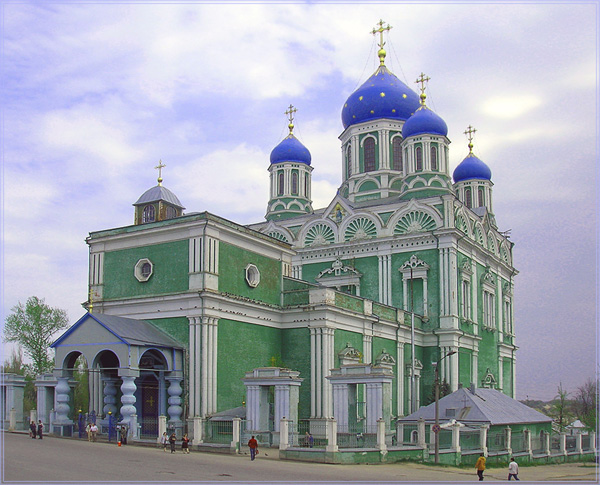
Mennybemenetel-székesegyház

Jelec (orosz nyelven: Еле́ц) város Oroszországban, a Lipecki területen, a Jeleci járás székhelye. A Bisztraja Szoszna (a Don mellékfolyója) partján terül el. A népesség 108.404 (2010), 116.726 (2002), 120.261 fő 1989-ben.
Oroszország városai között a népesség szempontjából a százötvenegyedik volt 2010-ben.

## Történelem
A települést 1146-ban említi egy korai dokumentum. A középkorban sokszor feldúlták, 1239-ben a mongol csapatok felégették. 1316-ban Üzbég kán, 1395-ben Timur Lenk seregei pusztították, a tatárok 1414-ben feldúlták. Később a Moszkvai Nagyfejedelemség bekebelezte a területet.

## Termelés
A 19. században Jelec a régió egyik legjelentősebb kereskedelmi központjává alakult lett. A kézi készítésű csipke a város jelentős terméke lett. Iparában jelentős szerepet kapott a gabonaőrlés és a gépgyártás.
A város legismertebb építménye a hatalmas katedrális, amelyet 1845 és 1889 között építettek.
Jelec gazdasági és közlekedési kapcsolatokat épített ki Moszkvával, Lipeck, Orjol, Rosztov városokkal. Vasútvonal és az M4 autóút köti össze a régió városaival.
A fő termelés manapság a mészkő fejtés és mészkő kitermelés, élelmiszer feldolgozó ipar, textilipar, ruhaipar, a dohányfeldolgozás és a vodka desztillálás.

## Város fejlődése
A városnak van színháza, néhány mozija és sportlétesítménye. A Jelec Állami Egyetemet 2000-ben felfejlesztették. Jelecben nyolc középiskola működik.

## Külső hivatkozások
- Jelec hivatalos oldala

1. ↑  https://rosstat.gov.ru/storage/mediabank/tab-5_VPN-2020.xlsx (orosz nyelven)